# Maria Maddalena Musi
Maria Maddalena Musi (detta la Mignatta o Mignatti; Bologna, 18 giugno 1669 – Bologna, 2 maggio 1751) è stata un soprano italiano.

## Biografia
Soprannominata la Mignatta presumibilmente per la sua avidità di denaro, godette del mecenatismo del Duca di Mantova. Esordì nel 1692 in una Serenata in onore del signore di Babenach, inviato dal re di Francia, e due anni dopo cantò al Teatro Malvezzi di Bologna nel melodramma La forza della virtù. Nel 1695 ottenne una parte per il Nerone fatto Cesare di Matteo Noris e musicato da Giacomo Antonio Perti, e nel 1697 apparve in Perseo, diretto da Pier Jacopo Martello, accanto a Maria Domenica Pini, Diamante Scarabelli, Matteo Sassoni e Antonio Momolo Ferrini.
In un documento del 1700 conservato nella Biblioteca universitaria di Bologna, il suo nome compare a fianco alla dicitura "a Napoli, doble di Spagna 500, megliore di tutte", attestandola come la detentrice dell'ingaggio più alto in una singola stagione teatrale. Nel 1703 sposò Pietro degli Antoni ritirandosi dalla scena teatrale, forse non tanto per amore della quiete familiare, ma quanto per l'ostruzionismo della Chiesa nei confronti degli artisti di teatro. Essendo la cantante più pagata dell'epoca, non ebbe ostacoli da parte della famiglia di suo marito nello sposare un patrizio, come avveniva invece per le altre cantanti del suo tempo. Morì nel 1751 e fu sepolta nel Monastero del Corpus Domini.